# Veicoli militari da trasporto
I veicoli militari da trasporto sono i veicoli destinati al trasporto logistico o tattico di ciò che è necessario alle forze combattenti per muovere, vivere e combattere. I veicoli da trasporto logistico operano, di norma, fino dietro alla prima linea, rifornendo quindi i depositi, lasciando ai veicoli da trasporto tattico il compito di rifornire di quanto è necessario le truppe in prima linea. Quindi i veicoli da trasporto sono generalmente ruotati (operando principalmente su strada e solo ber brevi tratti su terreno non preparato) e non protetti. In genere i veicoli da trasporto dagli inizi del XX secolo in poi sono motorizzati, con l'armamento assente o ridotto a mitragliatrici per la protezione contraerei.

## Il trasporto nella Prima guerra mondiale
Nella prima guerra mondiale il trasporto logistico avvenne principalmente utilizzando normali veicoli civili, mentre il trasporto tattico avvenne essenzialmente utilizzando traino o trasporto animale. A livello ancora superiore (movimento strategico) il trasporto si concentrò sul trasporto per ferrovia, che, già sperimentato nella Guerra civile americana e nella Guerra franco-prussiana, permise di attuare in tempi estremamente brevi la mobilitazione delle masse di soldati di fanteria che dovevano occupare la prima linea.
L'evento più celebrato per le operazioni d trasporto in questa guerra sono i taxi della Marna, in cui si dice che il comando francese, per poter arrestare l'offensiva tedesca sul fiume Marna, abbia requisito tutti i taxi di Parigi per portare al fronte le truppe destinate a fermare l'avanzata tedesca. Anche se, forse, un po' romanzato, l'episodio è indicativo della mentalità degli Stati Maggiori all'inizio della guerra.
Nel proseguimento della guerra, quando si dovevano accumulare tonnellate di munizioni prima di ogni offensiva, fu necessario utilizzare veicoli dedicati al trasporto sia del materiale  (munizioni e artiglierie) sia delle vettovaglie necessarie a nutrire le armate schierate in prima linea. I veicoli da trasporto (ricordo che si sta parlando di trasporto logistico), operando praticamente solo su strada, potevano tranquillamente essere autocarri civili adattati alle esigenze del trasporto militare, ma senza modifiche sostanziali agli organi meccanici. Il numero di veicoli impegnati crebbe per tutta la durata della guerra, tanto che il Regio Esercito all'atto dell'armistizio aveva ben 31.100 automezzi e 6.000 motocicli.

## Il trasporto nella seconda guerra mondiale
Il progresso e la diffusione dei veicoli a motore nel periodo fra le due guerre fu notevolissimo, tanto che ormai negli stati partecipanti alla guerra la diffusione dell'automobile era a livello quasi popolare (basta pensare alla Volkswagen in Germania o alla Balilla in Italia) parallelamente al trasporto civile si sviluppò il trasporto militare, per cui vennero praticamente stabiliti tre livelli, anche se non furono mai codificati.
- Al primo livello si trovavano i veicoli non protetti per il trasporto nelle immediate retrovie del fronte, tipici veicoli per questo uso erano la Kübelwagen tedesca o la Jeep statunitense
- Successivamente venivano i veicoli per il trasporto tattico, tanto di derrate quanto di merci, questi veicoli, che di norma restavano comunque fuori dalla portata dell'offesa nemica, avevano una capacità di carico fino a 3 t ed operavano a livello divisionale per rifornire e rinforzare le truppe di prima linea partendo dai depositi divisionali.
- Infine erano previsti i livelli per il trasporto logistico, destinati ad operare fra i depositi di armata e quelli di divisione, dato che generalmente operavano sulla rete stradale le necessità di operare su terreno vario erano estremamente ridotte, quindi si poteva operare con carichi che arrivavano anche a 5 t e senza imporre nelle specifiche di progetto la trazione globale.

Nel corso della seconda guerra mondiale, in concorrenza con il trasporto logistico, si sviluppò il trasporto per via aerea, che però non arrivò mai a dare risultati pienamente soddisfacenti (le operazioni in Tunisia, Stalingrado ed Arnhem indicano chiaramente i limiti che aveva questa modalità di trasporto logistico).
All'inizio della guerra gran parte del trasporto tattico era ancora affettuata con trasporto o traino animale  ed in gran parte degli eserciti questo (anche se notevolmente ridotto man mano che procedeva il conflitto) rimase fino alla fine della guerra. Gli unici eserciti completamente motorizzati furono l'esercito statunitense e quello britannico.
L'evoluzione dei veicoli si orientò soprattutto sulla trazione, passando dalla trazione unicamente posteriore (veicoli 4x2 e veicoli 6x4) alla trazione globale, che, alla fine della guerra, era diventata praticamente uno standard per i veicoli militari. In genere i veicoli da trasporto erano completamente ruotati, lasciando ai veicoli semicingolati compiti specialistici come il traino di artiglierie o il trasporto di truppe fino al fronte col nemico. I veicoli da trasporto completamente cingolati furono usati solo come anfibi (LVT).

## La situazione attuale del trasporto tattico e logistico
A partire dal 1948, con il successo del ponte aereo per Berlino il trasporto logistico per via aerea ha mostrato che, con macchine di caratteristiche adeguate e soprattutto con assenza di minaccia nemica,  è diventato una realtà che può competere vantaggiosamente con il trasporto terrestre. Tuttavia, date le limitazioni del trasporto aereo che comunque richiede infrastrutture logistiche abbastanza sofisticate, il trasporto logistico terrestre ha conservato una vasta gamma di funzionalità.
Attualmente il trasporto logistico viene effettuato usando veicoli da alta capacità di carico (5 t e più), spesso organizzati come motrice e semirimorchio, e, essendo utilizzati principalmente sulla rete stradale, possono avere anche trazione 4x2, 6x4 o 8x4.  In genere i veicoli da trasporto militare sono veicoli da trasporto civile con migliorie finalizzate all'uso specifico.
Il trasporto tattico si basa su autocarri che hanno capacità di trasporto da 1,5 a 5 t, generalmente (considerando il fatto che non si può sempre garantire l'operabilità solo su strada) sono forniti di trazione totale, per avere una sia pur minima capacità di movimento su terreno vario. Questo fatto limita l'utilizzo diretto di veicoli civili, di cui, tuttavia, si cerca di utilizzare per quanto possibile gli organi principali (motore, cambio e carrozzeria), anche se, appunto, tutto il blocco della trazione richiede una riprogettazione estesa.
In pratica la motorizzazione di tutti i veicoli da trasporto, a partire dalla fine della seconda guerra mondiale, ha privilegiato l'uso di motori Diesel, nei confronti dei motori a benzina, soprattutto per poter usare combustibili meno pregiati (nafta) e, soprattutto, meno soggetti ad incendi.

### Voci generiche relative a veicoli militari da trasporto
- Veicoli portacarri
- Autocarretta OM
- Lista dei veicoli ruotati dell'US Army nella seconda guerra mondiale
- Einheits-PKW

### Voci specifiche per veicoli da trasporto
- CCKW 2½ t 6x6
- Foden 4x8 LMT
- Pegaso 3055
- Veicoli da trasporto Dodge